# Carta a tres esposas
Carta a tres esposas (A Letter to Three Wives, por su título en inglés) es una película estadounidense de 1949 del género de drama basada en la novela de John Kempner, Carta a cinco esposas (Letter to Five Wives). La película fue dirigida por Joseph L. Mankiewicz, y contó con la actuación de Jeanne Crain, Linda Darnell, Ann Sothern, Kirk Douglas, Paul Douglas, Jeffrey Lynn, Thelma Ritter y Barbara Lawrence.

## Argumento
Tres amigas felizmente casadas que viven en una pequeña ciudad de provincias reciben, antes de salir a una jornada de excursión, una carta de una cuarta amiga. En esa carta, les informa que se va a fugar con el marido de una de ellas, pero no especifica de cuál. Las tres comienzan a hacer conjeturas sobre la posibilidad de que se trate de su propio esposo.
La tranquilidad de tres mujeres, tres esposas llamadas Deborah Bishop (Jeanne Crain), Rita Phipps (Ann Sothern) y Lora Mae Hollingsway (Linda Darnell), se ve bruscamente interrumpida cuando un mensajero les entrega una carta que concluye diciendo:

Me marcho de la ciudad con el marido de una de ustedes.

Cada una de las tres esposas reflexiona sobre su situación matrimonial, intentando analizar la posibilidad de que la traición pudiera suceder. Deborah recuerda sus primeros encuentros con su marido Brad (Jeffrey Lynn), embarazosos porque la gente señalaba a su marido como un antiguo admirador de Addie, la autora de la misiva. Por su parte, Rita piensa en George (Kirk Douglas), maestro, que en contra de su habitual costumbre de ir a pescar los sábados, salió de su casa vestido elegantemente. Por último, Lora Mae, también piensa en la misiva, pero trata de no dar importancia a la cuestión, mientras recuerda su relación con su marido Porter (Paul Douglas). En el transcurso de un baile en el club, sabrán la verdad.

## Reparto
- Jeanne Crain como Deborah Bishop
- Jeffrey Lynn como Bradford "Brad" Bishop
- Linda Darnell como Lora Mae Hollingsway
- Paul Douglas como Porter Hollingsway
- Ann Sothern como Rita Phipps
- Kirk Douglas como George Phipps
- Barbara Lawrence como Georgiana "Babe" Finney
- Connie Gilchrist como Sra. Ruby Finney
- Florence Bates como Sra. Manleigh
- Hobart Cavanaugh como Sr. Manleigh
- Thelma Ritter como Sadie Dubin (Sin acreditar)
- Celeste Holm como Addie Ross (Voz sin acreditar)

## Premios y nominaciones
| Premios Óscar        | Premios Óscar        | Premios Óscar |
| Premio               | Candidato            | Resultado     |
| -------------------- | -------------------- | ------------- |
| Mejor película       | Sol C. Siegel        | Nominado      |
| Mejor director       | Joseph L. Mankiewicz | Ganador       |
| Mejor guion adaptado | Joseph L. Mankiewicz | Ganador       |